# Неофіційна шахова олімпіада 1926
II-а неофіційна шахова олімпіада відбулася в Будапешті в липні 1926 року під час конгресу ФІДЕ.
Як і в I-й неофіційній олімпіаді 1924 року, організатори планували провести змагання за індивідуальним і командним заліком, але цього разу турніри мали відбуватися незалежно один від одного. Якщо індивідуальні змагання пройшли досить вдало і зібрали найсильніших шахістів Центральної Європи, то головним недоліком командного турніру стала невелика кількість команд — лише чотири. Вони зіграли круговий турнір в одне коло. Результати були такими:
1. Угорщина — 9 очок
2. Югославія — 8
3. Румунія — 5
4. Німеччина — 2

Австрія і Чехословаччина не з'явилися на турнір.
Хоча організація виявилася неідеальною, але цей турнір став основою для проведення першої офіційної олімпіади, яка пройшла у Лондоні 1927 року. Турнір в Будапешті остаточно визначив кількість шахістів (чотири) і форму змагань — круговий турнір.
Перемогу в індивідуальному турнірі поділили Ернст Ґрюнфельд (Австрія) і Маріо Монтічеллі (Італія).